# Lycoperdina validicornis
Lycoperdina validicornis es una especie de coleóptero de la familia Endomychidae.

## Distribución geográfica
Habita en Cerdeña, Córcega y la Toscana.